# 逢う時はいつも他人
『逢う時はいつも他人』（あうときはいつもたにん、Strangers When We Meet）は1960年のアメリカ合衆国の映画。エヴァン・ハンターの同名小説を映画化している。
リチャード・クワイン監督の作品で、出演はカーク・ダグラスなど。

## ストーリー
ラリー・コウはロサンゼルスに住む建築家で、結婚して2人の子供がいる。妻のイヴは大変に聡明な女性である。彼女はラリーの仕事がどんどん増えることを期待しているが、彼はこれまで設計してきたような商業ビルよりももっと創作意欲を掻き立てるような仕事をしたいと考えている。彼は作家のロジャー・アルターと会い、実験的で自分がもっとやりたいと考えているような、独創的な家をアルターのために建てることについて話し合う。
マギー・ゴールトは彼の隣人の1人で、彼女の息子は彼の息子と友達だ。彼女はラリーに、彼が過去に設計した家を数軒、雑誌で見たことがあり、伝統にとらわれない家が一番だと思うと話す。この様な励ましは彼が妻から必要としているものなのだが、それは得られていないのだった。
ラリーもマギーも自分の結婚生活に満足していない。ラリーの妻は余りにも頑固で現実的で、マギーの夫ケンは彼女とのセックスに興味を失っている。そこで、2人は密会し情事を持つ。2人とも自分がしていることが間違っていることは分かっており、子供たちのことを大切に思っている。
フィーリックス・アンダーズはラリーの隣人で、色々と嗅ぎ回り、2人の不倫を察知する。彼の嫌な目線と当て擦りにより、ラリーは自分が犯しているリスクに気づく。彼はマギーに、暫くの間会わない方が良いと告げる。その間、フィーリックスはラリーの妻に言い寄る。フィーリックスはある意味、ラリーとマギーの不倫の猥雑さを体現していると言える。
イヴはフィーリックスの誘いには興味を示さず、強く彼を拒絶する。そしてそのフィーリックスの行動から、賢明な彼女はラリーが浮気していることに思い至る。彼女はラリーを強く非難して別れると言い出すが、その後、2人はやり直すことで同意し、ラリーがやり甲斐のある都市設計の仕事のオファーを受けているハワイに引っ越すことにする。
アルターの家は完成するが、入居はまだである。ラリーがマギーに電話し、マギーは完成したばかりの家で彼と会う最後の約束をする。マギーが先に来て窓から室内を眺めていると、ラリーも到着し、2人はもう一緒にはいられないと話す。ラリーは、自分とマギーと一緒にこの家に住めたらどんなにか良いのに、そしてもしそれが実現するなら、この家を堀で囲んでしまって絶対に離れたくないという気持ちを口に出す。マギーはラリーを愛していると言う。
家の施工業者が現れ、マギーのことをラリーの妻だと誤解する。2人はその誤解の皮肉さを噛み締め、マギーは車で去る。

## キャスト
| 役名         | 俳優                 | 日本語吹替                          |
| 役名         | 俳優                 | NETテレビ版                         |
| ------------ | -------------------- | ----------------------------------- |
| ラリー       | カーク・ダグラス     | 宮部昭夫                            |
| マギー       | キム・ノヴァク       | 木村俊恵                            |
| イヴ         | バーバラ・ラッシュ   | 瀬能礼子                            |
| フェリックス | ウォルター・マッソー | 島宇志夫                            |
| イヴ         | ジョン・ブライアント | 木村幌                              |
| 不明 その他  |                      | 小林修 沢田敏子 塩見竜介 稲葉まつ子 |
|              |                      |                                     |
| 演出         | 演出                 | 山田悦司                            |
| 翻訳         | 翻訳                 | 浅井寿子                            |
| 効果         | 効果                 | 赤塚不二夫/PAG                      |
| 調整         | 調整                 | 栗林秀年                            |
| 制作         | 制作                 | グロービジョン                      |
| 解説         |                      |                                     |
| 初回放送     | 初回放送             | 1972年6月4日 『日曜洋画劇場』       |

## スタッフ
- 監督：リチャード・クワイン
- 脚本：エヴァン・ハンター
- 原作：エヴァン・ハンター
- 製作：カーク・ダグラス、リチャード・クワイン
- 撮影：チャールズ・ラング
- 音楽：ジョージ・ダニング、モリス・ストロフ

### 日本語版
- 演出：山田悦司
- 翻訳：浅井寿子
- 調整：栗林秀年
- 効果：赤塚不二夫／PAG
- 配給：ソニー・ピクチャーズ・エンタテインメント
- 制作：グロービジョン